# Club Brugge Koninklijke Voetbalvereniging 2017-2018
Questa voce raccoglie le informazioni riguardanti la Club Brugge Koninklijke Voetbalvereniging nelle competizioni ufficiali della stagione 2017-2018.

## Maglie e sponsor
Lo sponsor tecnico per la stagione 2017-2018 fu Macron, mentre lo sponsor ufficiale fu Daikin. La divisa casalinga era composta da una maglia a strisce blu e nere, con pantaloncini e calzettoni neri. Quella da trasferta era invece bianca, con striscia blu e neri,con pantaloncini e calzettoni bianchi.
| Casa | Trasferta |

## Rosa
| N. |                        | Ruolo | Calciatore       |
| -- | ---------------------- | ----- | ---------------- |
| 1  | Russia (bandiera)      | P     | Vladimir Gabulov |
| 2  | Danimarca (bandiera)   | D     | Alexander Scholz |
| 3  | Belgio (bandiera)      | C     | Timmy Simons     |
| 5  | Francia (bandiera)     | D     | Benoît Poulain   |
| 6  | Paesi Bassi (bandiera) | C     | Jordy Clasie     |
| 7  | Brasile (bandiera)     | A     | Wesley Moraes    |
| 8  | Israele (bandiera)     | A     | Lior Refaelov    |
| 9  | Belgio (bandiera)      | A     | Jelle Vossen     |
| 10 | Mali (bandiera)        | A     | Abdoulay Diaby   |
| 11 | Senegal (bandiera)     | A     | Krépin Diatta    |
| 14 | Croazia (bandiera)     | D     | Ivan Tomečak     |
| 15 | Croazia (bandiera)     | D     | Matej Mitrović   |
| 16 | Francia (bandiera)     | P     | Ludovic Butelle  |
| 17 | Belgio (bandiera)      | A     | Anthony Limbombe |

| N. |                        | Ruolo | Calciatore         |
| -- | ---------------------- | ----- | ------------------ |
| 18 | Belgio (bandiera)      | P     | Guillaume Hubert   |
| 19 | Belgio (bandiera)      | A     | Thibault Vlietinck |
| 20 | Belgio (bandiera)      | C     | Hans Vanaken       |
| 21 | Belgio (bandiera)      | C     | Dion Cools         |
| 22 | Stati Uniti (bandiera) | P     | Ethan Horvath      |
| 24 | Paesi Bassi (bandiera) | D     | Stefano Denswil    |
| 25 | Paesi Bassi (bandiera) | C     | Ruud Vormer        |
| 30 | Zimbabwe (bandiera)    | C     | Marvelous Nakamba  |
| 35 | Svizzera (bandiera)    | D     | Saulo Decarli      |
| 40 | Belgio (bandiera)      | C     | Jordi Vanlerberghe |
| 42 | Nigeria (bandiera)     | A     | Emmanuel Dennis    |
| 44 | Belgio (bandiera)      | D     | Brandon Mechele    |
| 55 | Serbia (bandiera)      | D     | Erhan Mašović      |
| 96 | Belgio (bandiera)      | D     | Ahmed Touba        |